# Erom Cordeiro
Erom Cordeiro Moura Júnior mais conhecido como Erom Cordeiro (Maceió, 19 de maio de 1977) é um ator brasileiro. Protagonizou, em 2005, ao lado de Bruno Gagliasso, o que seria o primeiro beijo gay da televisão brasileira, na telenovela América, porém a cena foi censurada na época, revoltando os telespectadores. Tanto em América, quanto na telenovela Amor Eterno Amor, Erom interpretou peões.

## Carreira
É formado em Artes Cênicas pela Universidade Federal do Estado do Rio de Janeiro (UNIRIO). Começou sua carreira no teatro, onde já participou de mais de 25 espetáculos. Começou na televisão com a telenovela teen Malhação e depois ganhou mais destaque quando interpretou o homossexual Zeca em América, onde viveu par romântico com Bruno Gagliasso. Participou de Morde & Assopra, Amor Eterno Amor e da 21ª temporada de Malhação. Em 2014, atuou na telenovela Império. Em 2016, protagonizou ao lado de Mariana Ximenes e Cléo Pires, a série Supermax.
Em 2018, Cordeiro foi indicado ao Prêmio Platino de Melhor Ator de Série, pelo seu trabalho em Supermax.

## Vida pessoal
Cordeiro namora o também ator Rodrigo Bolzan.

## Filmografia

### Televisão
| Ano       | Título                    | Personagem                           | Notas                                   |
| --------- | ------------------------- | ------------------------------------ | --------------------------------------- |
| 1998      | Malhação                  | Ângelo                               | Episódios: "1–17 de abril"              |
| 2001      | Presença de Anita         | Zé Pipoqueiro                        |                                         |
| 2002      | Coração de Estudante      | Roger                                | Episódio: "25 de fevereiro"             |
| 2003      | Linha Direta Justiça      | Vantuil de Matos Lima                | Episódio: "O Caso Van-Lou"              |
| 2004      | Seus Olhos                | Beto                                 |                                         |
| 2004      | Sob Nova Direção          | Passageiro                           | Episódio: "O Pavor Está no Ar"          |
| 2005      | América                   | José Carlos Pereira Mota (Zeca)      |                                         |
| 2006      | Avassaladoras: A Série    | Sérgio                               | Episódio: "Ninguém É Perfeito"          |
| 2006      | Malhação                  | Wagner                               | Episódio: "7 de setembro"               |
| 2007      | Paixões Proibidas         | Joaquim Dias                         |                                         |
| 2008      | Vingança                  | Miguel                               |                                         |
| 2008      | Revelação                 | Comandante Xavier                    |                                         |
| 2011      | Morde & Assopra           | Padre Francisco                      |                                         |
| 2011      | A Mulher Invisível        | Rolando                              | Episódio: "13 de dezembro"              |
| 2012      | Amor Eterno Amor          | Tobias da Silva                      |                                         |
| 2013      | Malhação Casa Cheia       | João Luiz                            |                                         |
| 2014      | Império                   | Fernando                             | Episódios: "28 de julho–18 de novembro" |
| 2016      | Chapa Quente              | Ricardo                              | Episódio: "30 de junho"                 |
| 2016      | Supermax                  | Sérgio                               |                                         |
| 2017      | A Vida Secreta dos Casais | Rogério                              | Episódio: "Elas"                        |
| 2017–2018 | 1 Contra Todos            | Gael                                 | Temporadas 2–3                          |
| 2018      | Natureza Morta            | Tim                                  |                                         |
| 2019      | A Garota da Moto          | Alex Silva                           |                                         |
| 2019      | Espelho da Vida           | Pedro Marques                        | Episódio: "1 de abril"                  |
| 2019      | Ilha de Ferro             | Playboy                              |                                         |
| 2019–2025 | A Divisão                 | Detetive Juliano Santiago (Santiago) |                                         |
| 2020      | Reality Z                 | Marcelo                              |                                         |
| 2020      | Os Últimos Dias de Gilda  | Jordão                               |                                         |
| 2021      | Filhas de Eva             | Júlio César Ramos de Souza           |                                         |
| 2021      | Os Ausentes               | Raul Fagnani                         |                                         |
| 2022      | Pantanal                  | Lúcio                                | Episódios: "12–15 de abril"             |
| 2023      | Todo Dia a Mesma Noite    | Delegado João Portela                |                                         |
| 2023      | O Rei da TV               | Karan Campos                         |                                         |
| 2023–2024 | Elas por Elas             | Danilo Drummond                      | Episódios: "46–109, 171"                |
| 2023–2025 | DNA do Crime              | Fernando Prado                       |                                         |
| 2024      | No Ano Que Vem            | Daniel                               |                                         |
| 2024      | Arcanjo Renegado          | Juliano Santiago (Santiago)          |                                         |

### Cinema
| Ano  | Título                              | Personagem                           | Notas          |
| ---- | ----------------------------------- | ------------------------------------ | -------------- |
| 2008 | Sexo com Amor?                      | Fernando                             |                |
| 2008 | Universalove                        | João aka Pedro                       |                |
| 2008 | Vingança                            | Miguel                               |                |
| 2009 | Alguns Nomes do Impossível          |                                      |                |
| 2011 | Heleno                              | Alberto                              |                |
| 2011 | O Palhaço                           | Robson Félix                         |                |
| 2012 | Paraísos Artificiais                | Carlão                               |                |
| 2013 | Cine Centímetro                     | Homem                                | Curta-metragem |
| 2015 | Um Filme Francês                    | Michel                               |                |
| 2016 | Uma Loucura de Mulher               | Cleiton                              |                |
| 2016 | O que Seria deste Mundo sem Paixão? | Fantasma                             |                |
| 2016 | Cinzas e Café                       | Homem com ingresso                   | Curta-metragem |
| 2017 | Meio Disso                          | Fernando                             | Curta-metragem |
| 2018 | Besta-Fera                          | Coronel Lucena                       | Curta-metragem |
| 2018 | Como você me Vê?                    | Ele mesmo                            | Documentário   |
| 2019 | Alano                               | Alano                                | Curta-metragem |
| 2020 | A Divisão: O Filme                  | Detetive Juliano Santiago (Santiago) |                |
| 2021 | Doutor Gama                         | Pedro                                |                |
| 2022 | Tô Ryca 2                           | César                                |                |
| 2023 | Sem Coração                         | Eduardo (Du)                         |                |
| 2023 | Pedágio                             | Gabriel                              |                |
| 2024 | As Polacas                          | Oscar                                |                |

## Prêmios e indicações
| Ano  | Prêmio                                         | Categoria                                  | Indicação          | Resultado |
| ---- | ---------------------------------------------- | ------------------------------------------ | ------------------ | --------- |
| 2013 | Prêmio Quem de Teatro                          | Melhor Ator de Teatro                      | Em Nome do Jogo    | Indicado  |
| 2017 | Prêmio Cenym de Teatro                         | Melhor Ator Coadjuvante                    | Fauna              | Indicado  |
| 2017 | Prêmio Botequim Cultural                       | Ator Coadjuvante de Teatro Infanto-juvenil | Fauna              | Indicado  |
| 2018 | Prêmio Platino                                 | Melhor Ator de Série                       | Supermax           | Indicado  |
| 2020 | Festival Sesc Melhores Filmes                  | Melhor Ator Nacional                       | A Divisão: O Filme | Indicado  |
| 2020 | DIGO - Festival Diversidade Sexual e de Gênero | Melhor Atuação (Mostra Suzy Capó)          | Alano              | Venceu    |
| 2020 | Cine PE                                        | Melhor Ator Coadjuvante de Longa           | O Buscador         | Venceu    |
| 2021 | Fic Rio - Festival Internacional de Curtas     | Melhor Ator Coadjuvante                    | Besta-Fera         | Venceu    |
| 2021 | FestCine Pedra Azul                            | Melhor Ator de Curta-metragem              | Besta-Fera         | Venceu    |
| 2022 | SEC Awards                                     | Melhor Ator em Série Nacional              | Os Ausentes        | Indicado  |
| 2024 | Prêmio iBest                                   | Influenciador Alagoas                      | Erom Cordeiro      | Pendente  |